# Willa Prezydencka w Białymstoku
Willa Prezydencka w Białymstoku – modernistyczna willa w Białymstoku, zbudowana w latach 1936–1937.

## Opis
Willa należała do Seweryna Nowakowskiego, prezydenta miasta Białegostoku, urzędującego od 1934 do napaści sowieckiej w 1939. Na ścianie budynku w 2004 roku umieszczono tablicę upamiętniającą prezydenta. W 2010 o wpisanie willi do rejestru zabytków zwrócił się prezydent miasta Tadeusz Truskolaski. Prośbę rozpatrzono pozytywnie i od 2011 roku budynek podlega ochronie konserwatora zabytków.

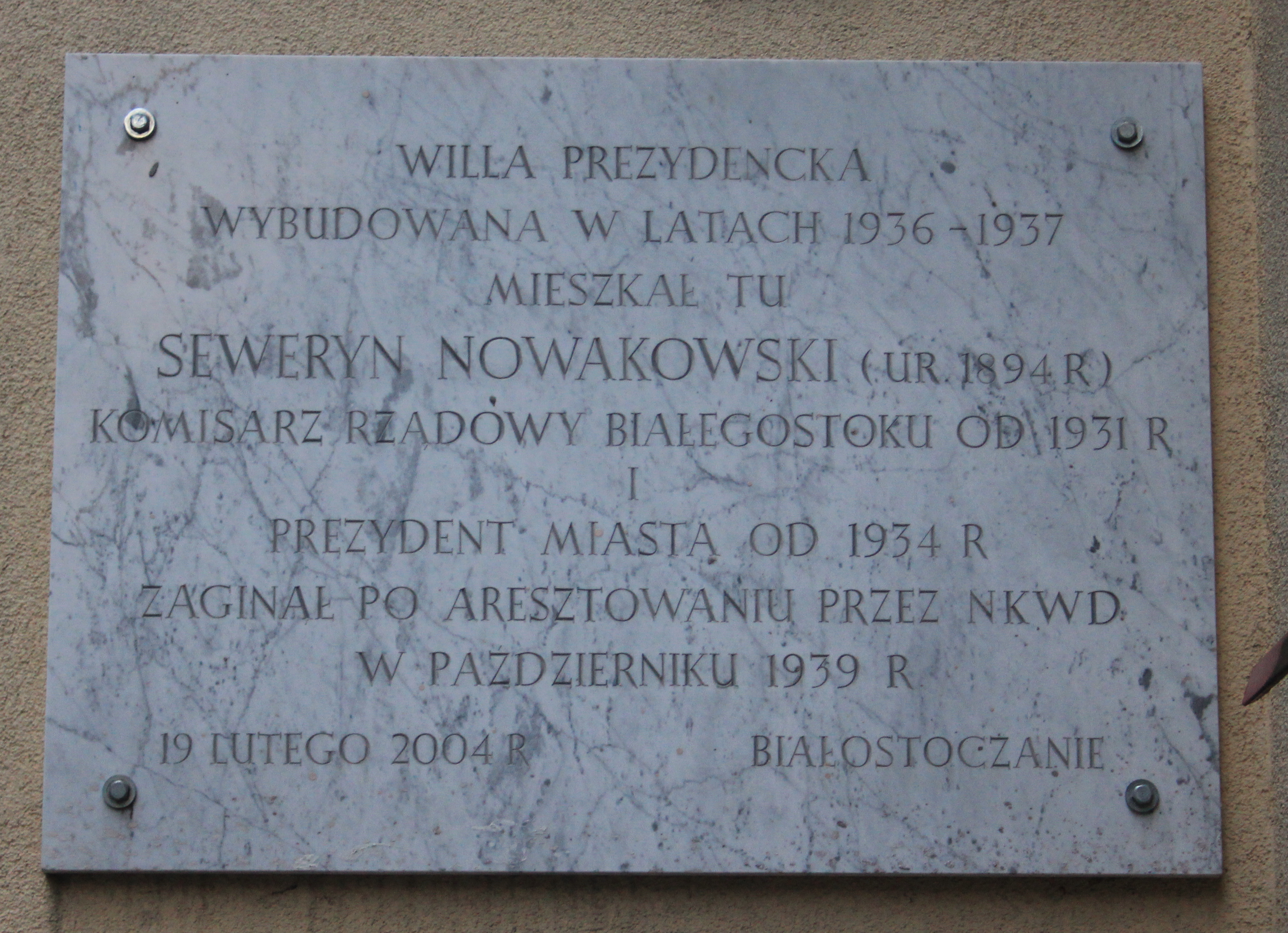
Tablica pamiątkowa na ścianie budynku